# Thorius
Thorius är ett släkte av groddjur som ingår i familjen lunglösa salamandrar.
Dessa salamandrar förekommer i södra Mexiko väster om Tehuantepecnäset. I släktet finns de minsta lunglösa salamandrar med en absolut kroppslängd (med svans) av cirka 30 mm.
Arter enligt Catalogue of Life:
- Thorius arboreus
- Thorius aureus
- Thorius boreas
- Thorius dubitus
- Thorius grandis
- Thorius infernalis
- Thorius insperatus
- Thorius lunaris
- Thorius macdougalli
- Thorius magnipes
- Thorius minutissimus
- Thorius minydemus
- Thorius munificus
- Thorius narismagnus
- Thorius narisovalis
- Thorius omiltemi
- Thorius papaloae
- Thorius pennatulus
- Thorius pulmonaris
- Thorius schmidti
- Thorius smithi
- Thorius spilogaster
- Thorius troglodytes